# Hoplophoropyga badia
Hoplophoropyga badia är en kackerlacksart som beskrevs av Karlis Princis 1963. Hoplophoropyga badia ingår i släktet Hoplophoropyga och familjen småkackerlackor. Inga underarter finns listade i Catalogue of Life.